# Sierra de Pijol
La sierra de Pijol, es una zona montañosa ubicada en el departamento de Yoro, en el norte de Honduras. La sierra, que posee una extensión de unos 40 km,  corre en sentido noroeste-sureste, en el extremo sureste confluye con la sierra de Sulaco.
Como consecuencia de la abundancia de precipitaciones en la región, en la sierra nacen numerosos ríos y arroyos, entre los que se cuentan el río Frío, río Tepemechín y el río Chilistagua, los cuales alimentan las cuencas de los ríos Aguán, Ulúa, y Sulaco.

## Flora y fauna
Un sector reducido de la sierra próximo al poblado de Morazán, forma parte del Parque nacional Pico de Pijol. El parque se destaca por su bosque nublado que cubre un gran porcentaje de la sierra de Pijol. En el bosque abundan las plantas epifitas, tales como orquídeas, melastomas, helechos y musgos, que se asientan sobre las ramas de árboles. Se pueden observar ejemplares de polipodios que alcanzan los 6 m de altura, y coloridas heliconias y begonias.
La región posee una rica y variada fauna. Entre los mamíferos se destacan  pumas, tapires y perezosos. También se encuentran numeross especies de aves de brillantes colores tales como tucanes, pájaros carpinteros y quetzales. La sierra aloja una importante población de mariposas.